# Batman (jogo eletrônico de 1986)
Batman é um jogo eletrônico do gênero ação-aventura, desenvolvido pela Ocean Software em 1986.
O objetivo do jogo é resgatar Robin, que fora sequestrado por Coringa, coletando sete partes do Batcraft (um aerodeslizador) que estão espalhadas no interior da Batcaverna. O jogo possui uma perspectiva isométrica 3D, com o qual os programadores puderam desenvolver, em 1987, um outro jogo nos mesmos moldes: Head Over Heels.
Em 2010, o jogo ganhou um remake não-oficial para a plataforma Windows, com gráficos atualizados. A nova versão foi desenvolvida por Tomaz Kac, David Vassart, Infamous e Cheveron.

## Itens
São exibidos no canto inferior esquerdo da tela:
- Extra Life: aumenta o número de vidas.
- Energy: possibilita que Batman se mova mais rápido, durante determinado tempo.
- Shields: torna Batman invulnerável durante determinado tempo.
- Jump: duplica a capacidade normal de pulo.

Os itens seguintes não são mostrados juntos dos demais:
- Neutralizer: quando coletado, cancela todos os itens coletados por Batman.
- Reincarnation Stone: possui a capacidade de gravar o status e a posição de Batman.

## Equipamentos
São exibidos no canto inferior direito da tela:
- Jet Batboots: botas que permitem que Batman pule.
- Batbag: maleta que permite o carregamento de itens.
- Batthruster: propulsor que permite movimentos horizontais durante a queda.
- Low Gravity Batbelt: cinto que reduz pela metade o tempo da queda.